# بوئینگ (جازموریان)
بوئینگ، روستایی در دهستان بوئینگ بخش مرکزی شهرستان جازموریان در استان کرمان ایران است. این روستا، مرکز دهستان بوئینگ است.

## جمعیت
بر پایه سرشماری عمومی نفوس و مسکن در سال ۱۳۹۵، جمعیت این روستا برابر با ۱٬۷۵۷ نفر (۴۶۱ خانوار) بوده است.